# Murex djarianensis poppei
Murex djarianensis poppei är en underart inom snäckarten Murex djarianensis i släktet Murex. Snäckan är havslevande och blir omkring 8-18 cm lång och finns vattnen utanför Myanmar, nordvästra Sumatra och Indonesien.

## Utseende
Snäckan har ett mycket klassiskt Murex-utseende. Räfflad struktur på sin kropp. Färgen går från ljust brun till sandfärgad ton, med normalglest mellanrum mellan taggarna och en starkt glasyrlik yta vid munnen, samt detsamma runt toppen av dess taggar.